# Heroes of Might and Magic II: The Price of Loyalty
Heroes of Might and Magic II: The Price of Loyalty (лок. «Герои меча и магии II: Цена верности») — официальное дополнение к пошагово-стратегической компьютерной игре Heroes of Might and Magic II, выпущенной в 1996 году. В отличие от оригинальной игры, созданной компанией New World Computing, дополнение было разработано компанией Cyberlore Studios. Впервые дополнение The Price of Loyalty было выпущено компанией The 3DO Company 30 апреля 1997 года. В 1998 году 3DO выпустила дополнение и оригинальную игру единым изданием Heroes of Might and Magic II Gold. Русская версия этого издания, «Герои меча и магии II: Золотая серия», была выпущена компанией «Бука» 17 апреля 2003 года в составе сборника «Герои меча и магии. Платиновая серия».
The Price of Loyalty стало первым официальным дополнением в серии Heroes of Might and Magic. Оно добавляет в Heroes of Might and Magic II новые одиночные сценарии и кампании, новые артефакты, множество новых объектов на карте и улучшает редактор карт. Игровые обозреватели считают, что The Price of Loyalty сделало оригинальную Heroes II проще и удобнее и надолго обеспечило популярность всей серии.

## Нововведения
Дополнение The Price of Loyalty вносит в игру Heroes of Might and Magic II нижеследующие элементы.
- 4 новых кампании, состоящих из 24 карт. Как и в оригинальной Heroes of Might and Magic II, игрок может по-разному пройти каждую из кампаний, выбрав или пропустив определённые миссии. Помимо кампаний, в дополнении было также добавлено 30 новых одиночных сценариев.
- 17 новых артефактов, в число которых входит особый артефакт Боевой Доспех Андруана, который собирается из трёх обычных артефактов и является центром сюжета титульной кампании «Цена верности».
- Множество новых объектов на карте, среди которых: Башня алхимика для платного уничтожения вредных и сомнительных артефактов; преграждающие путь Магические барьеры разных цветов, для прохода требующие от игрока узнать заветное слово из соответствующих по цвету Палаток путешественника; Хижина мага, показывающего неизведанные территории на карте; Тюрьма, освобождённый из которой герой присоединяется к игроку. Пять нейтральных существ Heroes II — четыре стихийных элементаля и призраки — получили собственные жилища на карте, откуда их можно нанимать. Было также добавлено несколько объектов, дающих бонусы к разным параметрам героев.
- В городе Некроманта появилась новая постройка — Святыня, улучшающая навык «Некромантии» у героев, владеющих этой способностью.
- 12 новых героев, которые являются ключевыми персонажами кампаний The Price of Loyalty.
- The Price of Loyalty добавляет в редактор уровней Heroes of Might and Magic II генератор случайных карт, который по нескольким настройкам-шаблонам создаёт произвольную карту, автоматически расстанавливая на ней элементы игрового мира.
- Дополнение включает в себя обновлённый саундтрек, в котором были перезаписаны шесть музыкальных тем городов Heroes II[5].

## Сюжет
Кампании дополнения The Price of Loyalty посвящены четырём отдельным историям, которые не связаны ни друг с другом, ни с сюжетом кампаний Heroes of Might and Magic II. Связь сеттинга The Price of Loyalty и вселенной Might and Magic в игре также не упоминается.
- «Цена верности» (англ. The Price of Loyalty). Сюжет кампании развивается в Империи, где управляющий северными землями виконт Крегер внезапно поднимает бунт против императора и намерен свергнуть его, собрав могущественный артефакт Боевой Доспех Андурана. Игрок выступает в роли главного героя — друга юности Крегера, которому поручено остановить изменника и заполучить артефакты-компоненты Доспеха раньше него, одновременно подавив восстание. По следам Крегера герой находит первый артефакт-компонент, и с его помощью узнаёт месторасположения двух других. Из-за трудностей путешествия герою приходится дать Крегеру добраться до следующего артефакта раньше него, а самому отправиться за третьим компонентом. Архимагу Императора становится известно, что Крегер охотится за артефактами по воле тайного культа некромантов, базирующегося внутри Империи. Когда главный герой находит Крегера с последним нужным артефактом, он выясняет, что Крегер действовал не по своей воле, а был околдован лидером некромантов — Ибн Фадланом. Герой снимает чары со старого друга, а Империя, благодаря собранному Боевому Доспеху Андурана, одерживает верх над культом некромантов, убив Ибн Фадлана. Император смягчает участь Крегера «ценой верности»: он отдаёт главному герою его земли и титул, поставив бывшего виконта в подчинение другу.
- «Дорога домой» (англ. Voyage Home). Кампания рассказывает историю рыцаря Галлаванта, который по заданию своего лорда Альберона отправляется в морскую экспедицию и попадает в шторм, уничтоживший его корабль. Галлавант и выжившие из его команды оказываются на неизвестном острове, где поспешно строят новый корабль. На этом корабле рыцарь попадает на острова пиратов, которые терроризируют его королевство, и убивает их предводителя. Когда Галлавант добирается домой, он обнаруживает, что в королевстве Альберона развязалась гражданская война, поднятая его сестрой — чародейкой Драконией, которая всегда была ему дорога даже несмотря на её изучение некромантии. Игроку предлагается выбор, от которого зависят два варианта окончания сюжета: либо Галлавант остаётся лояльным Альберону и его сестре грозит, в лучшем случае, пожизненная тюрьма, либо встаёт на сторону Драконии, дав Альберону умереть и став предателем королевства.
- «Остров чародеев» (англ. Wizard’s Isle). История о группе чародеев, сражающихся за контроль над Сокрытыми островами — архипелаге, на котором расположен знаменитый Колдовской Источник. По легенде, окутанные туманом Сокрытые острова поднимаются из вод западных морей один раз в тысячу лет, и тот, кто утвердит власть над Источником, следующую тысячу лет сможет беспрекословно править всем миром. Чародей, в роли которого выступает игрок, узнаёт от жителей архипелага о древней библиотеке в городе Кронос, где должна содержаться информация о Колдовском Источнике и о том, как можно подчинить его себе. В это время, один из чародеев-соперников успевает добраться до Источника первым. Хотя без нужных знаний сопернику понадобится время, чтобы контролировать Источник, в случае успеха его невозможно будет остановить. Для борьбы с соперником, игрок по желанию может раздобыть Сферу Забвения, блокирующую возможность использовать магию как игроком, так и его соперниками. Разгромив всех конкурентов и завладев Колдовским Источником, главный герой обретает возможность положить начало новой эры магии и стать величайшим чародеем этого и других миров.
- «Наследники» (англ. Descendants). В этой кампании игрок наблюдает за историей одного королевства, рассказанной с точки зрения разных поколений правящей им семьи. В начале кампании показано время до образования королевства, когда его территорию занимала небольшая группа враждующих племён. Один из лидеров племён, варвар Жаркон, решает объединить их всех, положив начало правящей династии своего королевства. Спустя несколько поколений процветающее королевство Жаркона начинает длительную войну с другим королевством Гарондейл, чьи правители намерены присоединить эти земли себе. После десятилетий постоянных войн и смятений перед престарелым королём Жарконом III, чьи дни были сочтены, встал нелегкий выбор наследника: отправить поисковую группу найти безумного предводителя варваров Дядю Ивана, опытного полководца, или же попытать счастья в поисках своего беспутного сына Джозефа, который считался способным чародеем. После поимки одного из предполагаемых наследников тот становится королем и в последний момент спасает королевство от неминуемой гибели. Через 200 лет с момента образования отягощённое войнами королевство Жаркона сталкивается со вторжением варваров с юга, чьи силы были способны сокрушить ослабевшее королевство. Королеве Этании Гелдрии I приходится послать войска против варваров и подчинить их себе. Однако испытания для королевства не закончились: спустя некоторое время громом среди ясного неба стало известие о том, что главный город королевства Врата Слоновой Кости был подкуплен шпионами Гарондейла и сдался врагу. Правящей королеве Этании Гелдрии II приходится делать выбор: немедленно бросить силы и отбить столицу, или же дождаться помощи от союзных эльфов. Наконец, королю Жаркону VI, который выступал как рассказчик этой истории, приходит время навсегда покончить уже с ослабленным Гарондейлом. Жаркон VI присваивает вражеские земли и надеется провести оставшуюся жизнь в мире.

## Отзывы и критика
| Русскоязычные издания | Русскоязычные издания |
| Издание               | Оценка                |
| --------------------- | --------------------- |
| «Страна игр»          | 8 из 10               |

Первая игра Heroes of Might and Magic оказалась успешной, но улучшенные графика и игровой баланс сделали Heroes of Might and Magic II более популярной, и в некоторых регионах России и Европы она занимала первое место среди продаж в течение 12 месяцев. Эта популярность вновь возросла с дополнением The Price of Loyalty, чьи нововведения сделали игру в несколько раз проще, и многие люди считают The Price of Loyalty причиной, по которой серия Heroes of Might and Magic процветала так долго. The Price of Loyalty и последующие игры Heroes of Might and Magic во многом помогли 3DO и New World Computing остаться на плаву независимо от их порядкового номера.OVGuide
В своей рецензии на дополнение сайт GameSpot написал, что Heroes II была оригинальной игрой с великолепным игровым процессом и красивым дизайном, однако у неё была одна проблема — однообразность миссий, которые, в основном, сводились к одному и тому же: добыть ресурсы и уничтожить противника. Как раз с этой проблемой, считает GameSpot, по-настоящему хорошо справляется дополнение The Price of Loyalty, кампании и сценарии которого включают такой нестандартный расклад, когда игроку нельзя нанимать существ в замке или когда необходимые для игрока ресурсы сосредоточены только в отдельных местах на карте. По мнению GameSpot, такие миссии заставят даже заядлых игроков в Heroes II пересмотреть свою выверенную стратегию, но при этом не будут до крайности непроходимыми. В свою очередь, разнообразие миссий стало для GameSpot единственной сильной чертой The Price of Loyalty, несколько хороших нововведений которого не являются существенными изменениями в игровом процессе Heroes II. Хотя российский журнал «Страна игр» тоже считает, что дополнение бы значительно выиграло, если бы вводило в игру новых существ или новый класс героя, он назвал The Price of Loyalty добротно сделанным дополнением к одной из лучших игр года. В 2002 году рецензент сайта Absolute Games вспомнил дополнение The Price of Loyalty как хороший пример критикуемому дополнению The Gathering Storm для Heroes of Might and Magic IV: «Where art thou, Cyberlore, в своё время сварганившая отличный аддон для HoMM 2…».